# Expediente de regulación de empleo
En la legislación española, un Expediente de Regulación de Empleo, abreviado y también conocido popularmente como ERE, es un procedimiento mediante el cual una empresa en una mala situación económica busca obtener autorización para suspender o despedir trabajadores. Tiene como finalidad obtener de la autoridad laboral competente un permiso para suspender o extinguir las relaciones laborales en un marco en el cual se garantizan ciertos derechos de los trabajadores.
Se trata de un procedimiento administrativo-laboral de carácter especial que por ser tramitado así sigue las causas siguientes:
- Despidos colectivos. Despidos colectivos fundamentados en causas económicas, técnicas, organizativas o de producción.

- Suspensión o extinción de la relación laboral por fuerza mayor.

- Suspensión de la relación laboral fundamentada en las mismas causas del apartado primero.

- Extinción de la relación laboral por extinción de la personalidad jurídica del contratante.

## Especificaciones

### Exención de autorización administrativa
No será necesario solicitar autorización administrativa para despedir colectivamente (aunque sí de realizar consultas con los posibles representantes de los trabajadores) en los casos de:
- Declaración de quiebra veraz, cuando los síndicos hubieran acordado la no continuidad de la actividad empresarial o de concurso de acreedores de empresario no comerciante[1]

- Supuestos de cese de actividad de la empresa por decisión judicial.

### Causas económicas, técnicas, organizativas y de producción
Como se ha comentado anteriormente, los supuestos de despido colectivo obedecen a causas económicas, técnicas, organizativas y de producción.
La Ley no define estas causas, pero en el  artículo 51 del Estatuto de los Trabajadores sí se indica que la empresa debe justificar claramente qué causas que motivan el procedimiento Sin embargo, al igual que sucede cuando regula el despido objetivo por motivos empresariales, establece la relación que tiene que haber entre ellas y la extinción de los contratos.
- Se entenderá que concurren las causas económicas de extinción contractual colectiva “cuando la adopción de las medidas propuestas contribuya a superar una situación económica negativa de le empresa.[3]

- Se entenderá que concurren las causas técnicas, organizativas o de producción cuando la adopción de las medidas propuestas contribuya a garantizar la viabilidad futura de la empresa y del empleo en la misma a través de una mejor organización de los recursos.

### Límite temporal
El despido colectivo debe producirse para ser procedente en un periodo de 90 días. Los despidos colectivos que excedan de este plazo deberán canalizarse a través de sucesivos expedientes de regulación de empleo o serán nulos.
Si, con objeto de eludir el procedimiento de despido colectivo, se realizan por las mismas causas, despidos objetivos “en cadena” en sucesivos periodos de 90 días, los que superen el primer periodo de 90 días y sean impugnados serán considerados en fraude de ley, y declarados nulos y sin efecto. 
Ejemplo de fraude de ley: quiero despedir a 40 trabajadores
- 1º mes despido a 10
- 2º mes despido a 10
- 3º mes despido a 20

1. Partes involucradas
2. Colectivo laboral
3. El despido, en este caso, se caracteriza porque afecta a un colectivo laboral (temporal y/o fijo). Este colectivo es distinto en el caso de cesación de la actividad empresarial que en el caso de reducción de plantilla.
  1. a) Se entiende que estamos ante un despido colectivo cuando se proceda a la extinción de los contratos de trabajo de la totalidad de la plantilla de la empresa siempre que el n.º de trabajadores afectados sea superior a 5.[3] En este caso la empresa no puede seguir existiendo sin trabajadores si no cesa totalmente su actividad empresarial.
  2. b) Se entiende que estamos ante un despido colectivo cuando la reducción de la plantilla (no de centro de trabajo) afecte a:
    - 10 trabajadores, en las que se ocupen menos de 100.
    - El 10% de los trabajadores, en las que ocupen entre 100 y 300
    - 30 trabajadores, en las que ocupen 300 o más.

Para el cómputo de las extinciones de contratos han de tenerse en cuenta los despidos objetivos por causas empresariales y las extinciones pactadas en las que se adivine alguna motivación económica bajas incentivadas).
No han de tenerse en cuenta, a tales efectos, los despidos disciplinarios, los despidos por incapacidad o conducta de los trabajadores, ni las extinciones de contratos por expiración del tiempo convenido o realización de la obra o servicio pactados.
En consecuencia, los despidos por causas económicas, técnicas, productivas, organización o de producción que no excedan los umbrales anteriormente citados, deberán realizarse acudiendo a la extinción por causas objetivas.

## Procedimiento

### Requisitos
Los dos se hacen simultáneamente. Aunque lo lógico es hacer primero las consultas y cuando hay un mínimo de acuerdo solicitar la autorización administrativa. Se iniciaría el periodo de consultas de manera informal con carácter previo. 
a) Abrir un periodo de consultas con los representantes de los trabajadores
En este sentido son representantes de los trabajadores: los comités de empresa y delegados de personal de los centros posiblemente afectados por la reducción de plantilla, el comité intercentros si tiene asumida competencia en este tema, y los delegados sindicales que existan en la empresa.
Si no existen representantes de los trabajadores en el centro o centros afectados, los trabajadores podrán intervenir directamente si su número es inferior a 10, o por medio de 5 representantes ad hoc (como máximo) si exceden de este número.
No obstante, hay que tener en cuenta que el empresario tiene que solicitar un informe a los representantes de los trabajadores en los casos de reestructuración y ceses de plantilla. El informe debe ser enviado a la autoridad laboral al finalizar el periodo de consultas.
b) Solicitar a la autoridad laboral competente una autorización administrativa para despedir
La autoridad laboral competente podrá ser la Administración Central o la de las comunidades autónomas que hayan recibido el traspaso de las competencias en materia de regulación de empleo.

### Período de consultas
a) Documentación
La apertura del proceso de consultas con los representantes de los trabajadores se llevará a cabo mediante la remisión a los mismos de:
- Un escrito solicitando las consultas
- La documentación necesaria para acreditar las causas motivadoras del expediente
- La documentación necesaria para acreditar la justificación de las medidas a adoptar
- Plan que contemple medidas para atenuar las consecuencias del expediente de regulación de empleo, siempre que la empresa tenga 50 o más trabajadores: PLAN DE ACOMPAÑAMIENTO SOCIAL.

Asimismo, cuando la extinción afecte a más del 50% de la plantilla de la empresa, se dará cuenta por el empresario de la venta de los bienes de aquella, o sea de los medios de producción.
Además, los representantes de los trabajadores accederán a la documentación que obre en poder de la autoridad laboral ante la que se tramita el expediente de regulación den empleo.
b) Duración de las consultas
Hablamos de duración formal. La duración de las consultas será la siguiente:
- No más de 30 días naturales si la empresa tiene más de 50 trabajadores.
- No más de 15 días naturales si la empresa tiene menos de 50 trabajadores.

c) Contenido de las consultas. Forma
Las consultas del empresario con los representantes de los trabajadores versarán sobre los siguientes temas:
- Las causas motivadoras del expediente de regulación de empleo
- La posibilidad de reducir o evitar sus efectos
- Las medidas necesarias para atenuar sus consecuencias para los trabajadores afectados
- Las medidas necesarias para posibilitar la continuidad y viabilidad del proyecto empresarial (sólo en caso de despido parcial de la plantilla).

El empresario y los representantes de los trabajadores deberán negociar de buena fe, lo que significa que deberán hacer lo posible para conseguir un acuerdo. Debe haber un INTERÉS REAL por negociar. Suele haber también un pacto no escrito por el cual los trabajadores no quieren ser consultados porque no quieren tomar responsabilidad en las decisiones de la empresa. 
El contenido de las consultas deberá reflejarse en actas y, en todo caso, en un acta final, en la que se deje constancia de las negociaciones mantenidas y de la documentación e informes examinados entre el empresario y los representantes de los trabajadores.
d) Resultado del periodo de consultas
La consecución de un acuerdo válido durante el periodo de consultas requiere que se logre de conformidad entre el empresario y la mayoría de los miembros del comité o comités de empresa, de los delegados de personal o, en su caso, de las representaciones sindicales, si las hubiere.
En este sentido, para que se logre un acuerdo válido durante el periodo de consultas, han de votar a favor:
1. Si se negocia con la representación unitaria:
- La mayoría de los miembros del comité de empresa
- La mayoría de los miembros de cada uno de los comités de empresa de los centros de trabajo afectados por el expediente.
- La mayoría de los delegados de personal de los centros de trabajo afectados por el expediente.

2. Si se negocia con representación sindical, la mayoría de los delegados sindicales que, en su conjunto, representen a la mayoría de los representantes unitarios de aquellos centros afectados.
El acuerdo durante el período de consultas puede sustituirse por un árbitro, por laudo dictado. El citado laudo, si se solicitó por el empresario y los representantes de los trabajadores con legitimación suficiente para negociar, tendrá el valor de acuerdo sobre despido colectivo.
El resultado del periodo de consultas deberá ser comunicado a la autoridad laboral por el empresario. Asimismo, el empresario deberá remitir a la autoridad laboral las actas y el acta final en la que conste el contenido de las consultas.
Se puede llegar o no a un acuerdo.

### Solicitud de autorización administrativa
La solicitud de autorización administrativa, que deberá tramitarse simultáneamente por el empresario desde el inicio del periodo de consultas, que tendrá que remitir a la autoridad laboral competente:
- Copia del escrito solicitando las consultas a los representantes de los trabajadores
- La documentación necesaria para acreditar las causas motivadoras del expediente
- La documentación necesaria para acreditar la justificación de las medidas a adoptar
- Plan de “acompañamiento social” que contemple medidas para atenuar las consecuencias de la regulación de empleo, siempre que la empresa tenga más de 50 trabajadores[9]

La solicitud de iniciación del procedimiento de regulación de empleo se formalizará con el contenido mínimo siguiente:
- Memoria en el que se expliquen las causas del despido colectivo. En el caso de causas económicas será necesario aportar la documentación debidamente auditada acreditativa del estado y evolución de la situación económica, financiera y patrimonial de la empresa en los últimos años
- Número y categorías de los trabajadores empleados por la empresa durante el último año
- Número y categorías de los trabajadores que vayan a ser afectados por la regulación de empleo
- Criterios que se han tenido en cuenta para designar a los trabajadores afectados por el proceso de regulación de empleo
- Periodo, a lo largo del cual, se prevé efectuar las extinciones de los contratos de trabajo
- Copia del escrito por el cual se solicita a los representantes de los trabajadores sobre la reestructuración de plantilla y cese de aquella y sobre las reducciones de jornada y traslado total o parcial de las instalaciones.

Recibida esta documentación por la autoridad laboral, dispondrá de 10 días, como máximo, en el caso de defectos u omisiones. La copia del escrito deberá remitirse a los representantes de los trabajadores.

### Actuaciones de la autoridad laboral
Una vez recibida la solicitud de autorización administrativa, la autoridad laboral llevará a cabo las siguientes actuaciones:
- Comunicará la iniciación del expediente y remitirá la documentación que obre en su poder a la entidad gestora de la prestación por desempleo (INEM), por si quiere emitir informe al respecto
- Recabará, con carácter preceptivo, informe de la Inspección de Trabajo y Seguridad Social, sobre las causas motivadoras del expediente. Para hacerlo habrá 10 días naturales cuando la empresa tenga más de 50 trabajadores y 5 en el caso de que tenga menos
- Recabará, discrecionalmente, cuantos otros informes resulten necesarios para resolver fundadamente el expediente de regulación de empleo
- Recabará del empresario y de las autoridades competentes la inmediata paralización del todas aquellas medidas adoptadas por el primero, de las que tuviera conocimiento durante la tramitación del expediente, que pudieran hacer ineficaz el resultado del pronunciamiento sobre el despido colectivo
- Dará audiencia del expediente a las partes, en el plazo de 3 días a contar desde la finalización del periodo de consultas “en el caso de que figuren en el procedimiento y puedan ser tenidos en cuenta en la resolución otros hechos, alegaciones y pruebas distintos de los aducidos por las mismas”

### Resolución de la autoridad laboral
a) Acuerdo con los representantes de los trabajadores
Si el periodo de consultas concluye con acuerdo, la autoridad laboral, una vez que el empresario se lo comunique, deberá dictar su resolución, autorizando la extinción de las relaciones laborales.
La Administración competente tendrá 7 días naturales para pronunciarse, a contar desde la comunicación mencionada en el párrafo anterior. Si no hay pronunciamiento expreso dentro de este plazo, se entenderá silencio administrativo positivo.
La autoridad laboral podrá adaptarse de los referido anteriormente en los siguientes casos, en principio:
- Si apreciase fraude, dolo, coacción o abuso de derecho en la conclusión del acuerdo con los representantes de los trabajadores.
- Cuando de oficio o a petición de la Entidad Gestora de la prestación por desempleo (INEM), estime que el acuerdo tiene por objeto esencial la obtención indebida de prestaciones por parte de quienes vayan a ser despedidos

b) Sin acuerdo con los representantes de los trabajadores
Si el periodo de consultas concluye sin acuerdo, la autoridad laboral, haciendo uso de su poder discrecional, dictará una resolución en que estimará o desestimará, en todo o en parte, lo solicitado por el empresario.
La autorización administrativa únicamente procederá cuando de la documentación que obre en el expediente se desprenda que las medidas propuestas por el empleador son razonablemente necesarias para lograr, bien superar una situación negativa de la empresa, bien garantizar su viabilidad futura y la del empleo.
Para dictar resolución en el caso de falta de acuerdo, la autoridad laboral tiene 15 días naturales, a contar desde que se comunique la finalización del periodo de consultas.
Si no hay pronunciamiento expreso dentro del plazo indicado, se entenderá silencio administrativo positivo.

### Despido colectivo
Una vez obtenida la autorización administrativa, el empresario podrá comenzar a despedir.
Aunque la Ley no fija plazo para hacerlo, hay que tener en cuenta los límites temporales de despido colectivo anteriormente citado (se suele hacer en los 90 días posteriores), la posible caducidad de la licencia administrativa, las previsiones que sobre la extinción se hicieron en la solicitud de autorización o, incluso, lo que al respecto se pueda establecer en la resolución misma que se dicte en respuesta a la mencionada solicitud.
La Ley no establece la forma de despedir. Sin embargo, la extinción ha de ser comunicada de manera fehaciente, haciendo constar en la comunicación la existencia de la autorización administrativa.
La selección de los trabajadores a despedir la hará el empresario, ateniéndose a lo que proyectó en la solicitud y respetando sus derechos constitucionales, los derechos laborales en la medida de lo posible y las exigencias del principio de buena fe.
Además hay que tenerse en cuenta que la Ley establece la prioridad de permanencia en la empresa de los representantes de los trabajadores en el supuesto del despido colectivo.
Cada trabajador tiene derecho a la percepción de una indemnización de 20 días por año de servicio, prorrateándose por meses los periodo inferiores a 1 año (indemnización igual a la del despido objetivo). Esta indemnización deberá ser puesta a su disposición simultáneamente a la adopción de la decisión extintiva.
La indemnización será abonada por el Fondo de Garantía Salarial "FOGASA" (con el límite máximo de una anualidad, sin que el salario diario, pueda exceder del doble del salario mínimo interprofesional), en caso de insolvencia, suspensión de pagos, quiebra o concurso de acreedores del empresario.
En todo caso, en empresas de menos de 25 trabajadores, FOGASA abonará el 40% de la indemnización legal que corresponda, siempre bajo los límites del párrafo anterior.

## Legislación aplicable
- Estatuto de los Trabajadores